# إيما سودربيرغ
إيما سودربيرغ رياضية سويدية في فريق هوكي الجليد السويدي (من مواليد 18 فبراير 1998) هي حارس مرمى هوكي الجليد السويدي وعضو في فريق هوكي الجليد الوطني السويدي ، تلعب حاليًا مع برنامج هوكي الجليد النسائي في مينيسوتا دولوث بولدوجز في مؤتمر رابطة الهوكي الغربية (WCHA) NCAA القسم الأول.

## حياتها المبكرة
ولدت سودربيرغ في 18 فبراير 1998 في أورنشولدسفيك ، السويد ، والداها أوفي وكارين سودربيرغ. عندما كانت مراهقة، كانت حارسة مرمى Modo Hockey Dam من دوري الهوكي السويدي للسيدات (SDHL) ، حيث سجلت 1.55 هدفًا مقابل متوسط (GAA) و 0.940 نسبة توفير في 19 مباراة.

## مهنة الكلية
انضمت سودربيرغ إلى فريق هوكي الجليد النسائي في مينيسوتا دولوث بولدوجز لموسم 2018-19. لعبت في خمس مباريات خلال سنتها الأولى ، وسجلت رقمًا قياسيًا في الوقت الإضافي للفوز والخسارة من 3-1-0 وأوقفت 94 من أصل 103 تسديدات مقابل 0.913 نسبة توفير و 2.09 GAA.
كلاعبة مبتدئة خلال موسم 2020-21 ، كانت نسبة التوفير 951 في سودربيرج ، و 1.34 GAA ، وخمس مباريات إقفال كلها ضمن المراكز الثلاثة الأولى من جميع هوكي الجليد للسيدات في الرابطة الوطنية لرياضة الجامعات ، وحصلت على بطل اتحاد الهوكي الغربي (WCHA). اللقب الإحصائي وجائزة مراقب العام. كانت هذه هي المرة الأولى التي تفوز فيها مينيسوتا دولوث بلقب WCHA Goaltender of the Year. في ذلك العام ، وصلت مينيسوتا دولوث إلى الدور نصف النهائي من بطولة Frozen Four من بطولة NCAA الوطنية للهوكي على الجليد للسيدات 2021 ، حيث سقطوا أمام نورث وسترن 3-2 في الوقت الإضافي. أنقذ سودربيرغ 44 تصديًا خلال المباراة قبل أن يسمح بهدف الفوز في المباراة بتسديدة من متزلج نورث إيسترن سكايلار فونتين.
في الوقت الذي توقف فيه موسمها 2021-22 بسبب دورة الألعاب الأولمبية الشتوية لعام 2022 ، كانت سودربيرغ في المركز الثاني في WCHA مع 13 فوزًا ، وأربع إقفال، و 0.920 نسبة توفير.

## اللعب على مستوى العالم
بعد مساعدة فريق هوكي الجليد الوطني السويدي للسيدات خلال جولات التأهل ، تم اختيار سودربيرغ لتسجيل هدف للفريق في دورة الألعاب الأولمبية الشتوية لعام 2022 في بكين.